# 南春川駅
南春川駅（ナムチュンチョンえき）は、大韓民国江原特別自治道春川市退渓洞にある韓国鉄道公社京春線の駅である。駅番号はP139。江原大(カンウォンデ)の副駅名がある。

## 駅構造
- 島式ホーム2面4線の高架駅。

ただし、2017年7月現在、中側の2線(いわゆる本線)にのみ線路が敷設されており、外側の待避線にあたる部分には線路が敷設されていない、いわゆる相対式ホーム状態になっているほか、駅の両側に分岐点も存在しないため、当駅での追い越し、進行方向の変換は不可能となっている。

## 利用状況
近年の一日平均利用人員推移は下記のとおり。なお、京春線の2010年は開業日の12月21日から12月31日までの11日間の平均、ITX-青春の2012年は開業日の2月28日から12月31日までの308日間の平均である。
| 路線     | 路線     | 2010年 | 2011年 | 2012年 | 2013年 | 2014年 | 2015年 | 2016年 | 2017年 | 2018年 | 出典  |
| -------- | -------- | ------ | ------ | ------ | ------ | ------ | ------ | ------ | ------ | ------ | ----- |
| ●京春線  | 乗車人員 | 8,133  | 5,452  | 4,448  | 3,975  | 3,694  | 3,404  | 3,249  | 3,219  | 3,102  | [ 1 ] |
| ●京春線  | 降車人員 | 9,197  | 6,130  | 4,865  | 4,341  | 4,032  | 3,670  | 3,493  | 3,461  | 3,335  | [ 1 ] |
| ●京春線  | 乗降人員 | 17,330 | 11,582 | 9,313  | 8,316  | 7,726  | 7,074  | 6,742  | 6,680  | 6,437  | [ 1 ] |
| ITX-青春 | 乗車人員 | 未開業 | 未開業 | 1,977  | 2,301  | 2,832  | 3,015  | 3,077  | 3,032  | 2,954  | [ 1 ] |
| ITX-青春 | 降車人員 | 未開業 | 未開業 | 1,815  | 2,181  | 2,732  | 2,895  | 2,919  | 2,821  | 2,814  | [ 1 ] |
| ITX-青春 | 乗降人員 | 未開業 | 未開業 | 3,792  | 4,482  | 5,564  | 5,910  | 5,996  | 5,853  | 5,768  | [ 1 ] |

## 駅周辺
- 郷土工芸館：1階の江原道観光案内センター内に江原ドラマギャラリーがあり、同地で撮影された『冬のソナタ』に出演したペ・ヨンジュンとチェ・ジウの蝋人形が展示されている。
- 江原大学校春川キャンパス
- Eマート春川店
- ロッテマート春川店
- VIPS春川店
- 春川高速バスターミナル
- 春川市外バスターミナル
- KBS春川放送総局
- 南春川初等学校
- 南春川中学校

## 歴史
- 1939年7月25日 - 城山駅として開業。
- 1940年4月1日 - 南春川駅に駅名変更。[2]
- 2005年10月1日 - 京春線の電鉄化工事開始に伴い暫定的な終着駅となる。
- 2010年12月21日 - 首都圏電鉄京春線開業に伴い移転開業。

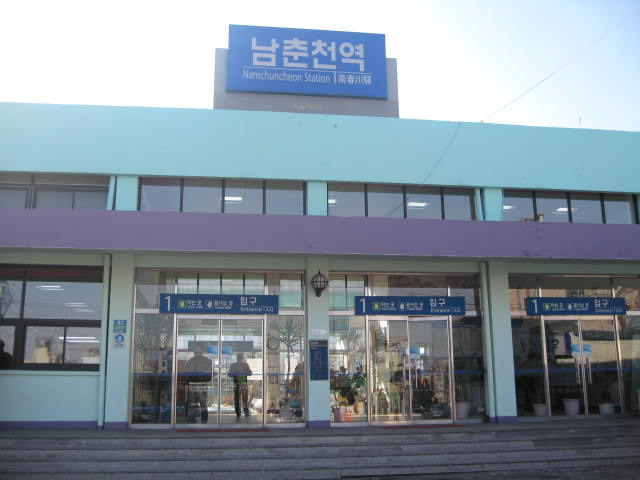
旧駅舎(2008年12月)
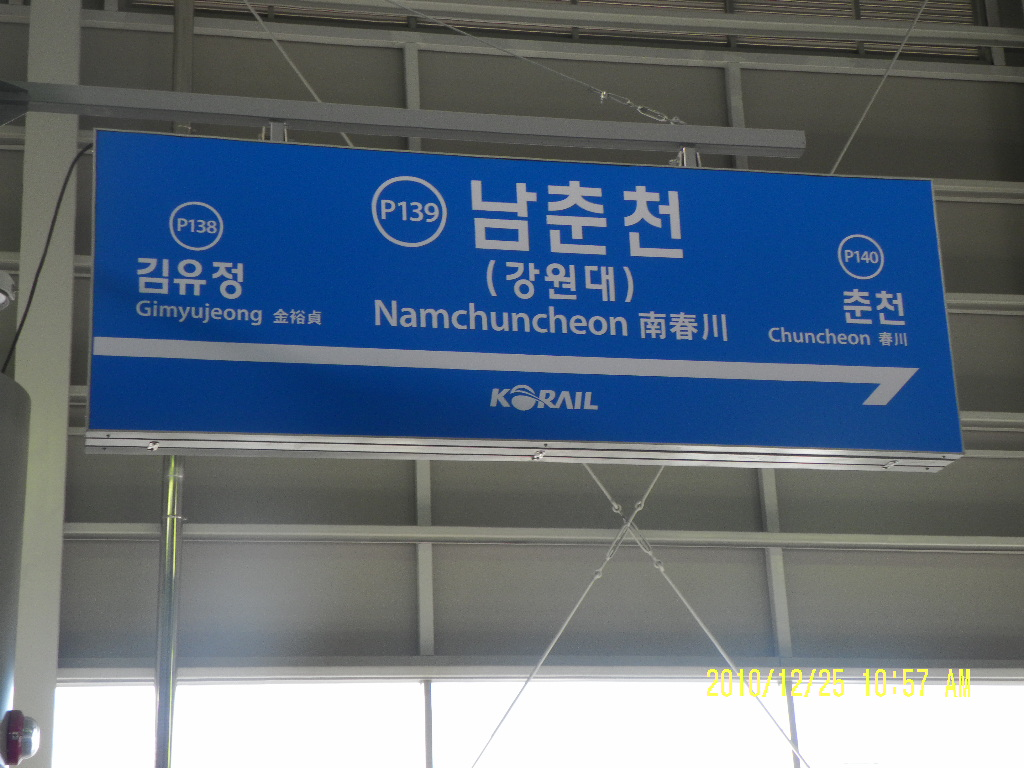
駅名標

## 隣の駅
韓国鉄道公社
●京春線
ITX-青春
江村駅 (P137)（平日の龍山駅発着列車は停車しない） - 南春川駅 (P139) - 春川駅 (P140)
急行
江村駅 (P137) - 南春川駅 (P139) - 春川駅 (P140)
緩行
金裕貞駅 (P138) - 南春川駅 (P139) - 春川駅 (P140)